# Игор Пластун
Игор Володимирович Пластун (на украински: Ігор Володимирович Пластун), роден на 20 август 1990 г., е украински професионален футболист, централен защитник. От 6 юни 2016 г. е играч на Лудогорец, като сумата по трансфера възлиза на 500 000 евро . През юни 2018 г. преминава в белгийския Гент.

## Клубна кариера
Започва да тренира футбол на 8-годишна възраст в Оболон Киев. На 16 години започва да играе за втория отбор на Оболон, който по това време се състезава във второто ниво на украинското първенство. Постепенно заиграва и за първия състав, който 2 години по-късно се завръща в елитната дивизия, и на 17 октомври 2009 г. прави дебюта си в украинската Висша лига. През сезон 2011-12 Оболон изпада, но отборът на Карпати Лвов привлича Пластун. С екипа на отбора от Лвов, Пластун изиграва 93 мача.

### Лудогорец
Дебютира в срещата от втория предварителен кръг на Шампионската лига на 12 юли 2016 г. в срещата Лудогорец-Младост Подгорица 2-0 . Дебютира в официален мач от ППЛ на 20 август 2016 г. в срещата от четвъртия кръг Лудогорец-Монтана 2-0 . Отбелязва първия си гол в ППЛ на 28 август 2016 г. в срещата от петия кръг Локомотив Пловдив-Лудогорец 2-2 . Дебютира на 13 март 2017 г. във 2ППЛ в срещата Лудогорец II-Царско село 2-1 .

## Национален отбор
През март 2010 г. е част от Младежкия национален отбор на Украйна до 20 г., с който участва на благотворителния турнир в памет на Валери Лобановски.
От 2010 до 2012 г. е част от Младежкия отбор до 21 години, за който изиграва 13 мача.

## Успехи

### „Лудогорец“
- Шампион на България: 2016/17, 2017/18, 2021/22, 2022/23
- Носител на купата на България: 2022/23
- Носител на суперкупата на България:2021, 2022